# Centrale thermique de Syrdarya
La centrale thermique de Syrdarya est une centrale thermique en Ouzbékistan.